# HD178929
HD178929 — хімічно пекулярна зоря спектрального класу B8, що має видиму зоряну величину в смузі V приблизно  7,7.
Вона  розташована на відстані близько 1325,8 світлових років від Сонця.

## Пекулярний хімічний склад
Зоряна атмосфера HD178929 має підвищений вміст 
Si
.